# Sparedrus kazakhstanicus
Sparedrus kazakhstanicus es una especie de coleóptero de la familia Oedemeridae.

## Distribución geográfica
Habita en Kazajistán.